# Leymus arenarius
Espèce
Leymus arenarius, le Seigle de mer ou l'Élyme des sables, est une espèce de plantes monocotylédones de la famille des Poaceae (graminées), sous-famille des Pooideae, originaire d'Europe. Ce sont des plantes herbacées vivaces. Cette espèce qui appartient à la même tribu (Triticeae) que le genre Triticum, fait partie du pool génique tertiaire du blé.
L'espèce est typique des littoraux au climat boréal des régions paléarctique et néarctique. Rare dans les régions aux latitudes plus basses, elle fait souvent l'objet de protection.

## Description

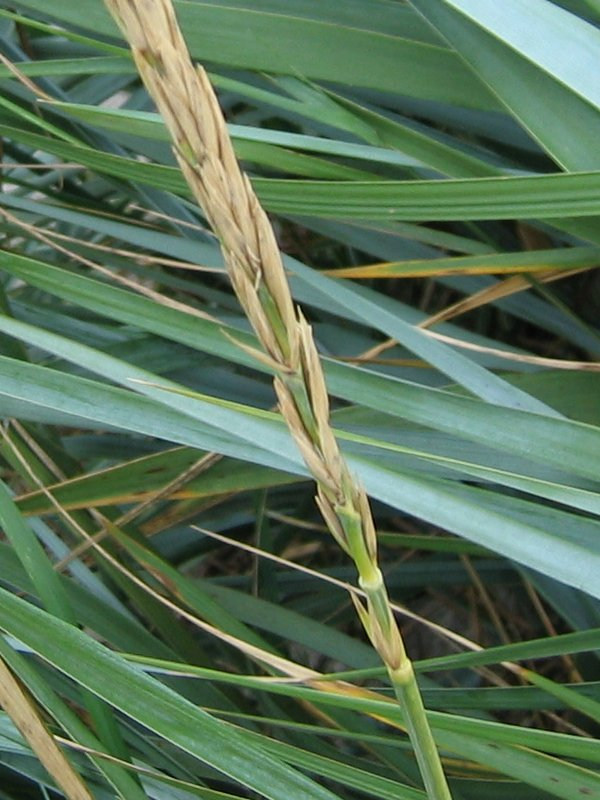
Inflorescence.

Plante vivace atteignant ou dépassant un mètre, Leymus arenarius est glabre et sa souche est longuement stolonifère et rampante. Sa tige est raide, dressée et robuste. Ses feuilles sont glauques, larges d'environ un centimètre, planes, enroulées à la pointe, fermes, lisses aux bords et auriculées. Son épi est long de quinze à trente centimètres, robuste, cylindracé, compact et sans arêtes. Ses épillets sont géminés ou ternés, sessiles, chacun portant quatre fleurs, la supérieure étant rudimentaire. Les glumes sont lancéolées-acuminées, mutiques, ciliées et dressées. Les glumelles ont des longueurs légèrement inégales, l'inférieure étant pubescente, à sept nervures et nautiques. La plante fleurit de juin à août.
Leymus arenarius se différencie des autres espèces du genre Leymus par ses feuilles très glauques, sa souche longuement stolonifère et ses gaines et nœuds glabres. Quant à l'appareil reproducteur, ses épillets sont non aristés, à trois fleurs fertiles et les glumes sont lancéolées-acuminées.

## Distribution et habitat
Leymus arenarius se développe principalement en Asie et Amérique du Nord boréales ainsi qu'en Europe centrale et boréale Sa distribution est donc circumboréale et sarmato-asiatique. En France, cette espèce est rare. Elle est présente dans les départements du littoral de la Manche et dans les Alpes.

## Écologie
Le Seigle de mer  est une plante littorale héliophile et halophile. Elle affectionne particulièrement les dunes vives ou les bordures maritimes sablo-graveleuses plus ou moins enrichies en matière organique. Elle pousse souvent en compagnie du Pourpier de mer (Honckenya peploides). Leur ensemble phytosociologique se nomme Honckenyo peploidis-Elymetea arenarii. Présente également au niveau de l'étage alpin, elle se plait dans les terrains sablonneux.
Cette espèce est fréquemment parasitée par le champignon Ustilago hypodytes (embranchement : Basidiomycota, ancienne classe : Ustilaginomycotina). Aucun épi ne se forme, il apparaît alors de gros champignon noirs.

## Taxonomie

### Synonymie
Selon GBIF (1er juillet 2022) et Plants of the World online (POWO) (1er juillet 2022) :
- Elymus arenarius L.
- Elymus geniculatus Curtis
- Elymus geniculatus Curtis ex Sm.
- Frumentum arenarium (L.) E.H.L.Krause
- Hordeum arenarium (L.) Asch.
- Hordeum villosum Moench
- Triticum arenarium (L.) F.Herm

### Ancienne sous-espèce
Leymus mollis (Trin.) Pilg est une plante subarctique Nord-américaine, sibérienne également présente en Chine et au Japon qui a été autrefois considérée comme une sous-espèce sous le nom Leymus arenarius subsp. mollis (Trin.) Tzvelev.

### Noms français
Ce taxon porte en français les noms vulgarisés et normalisés suivants : Élyme des sables,,,, Élyme des sables d'Europe, grand Oyat,,, Seigle de mer,,, Leyme des sables et Leymus des sables.

## Utilisation

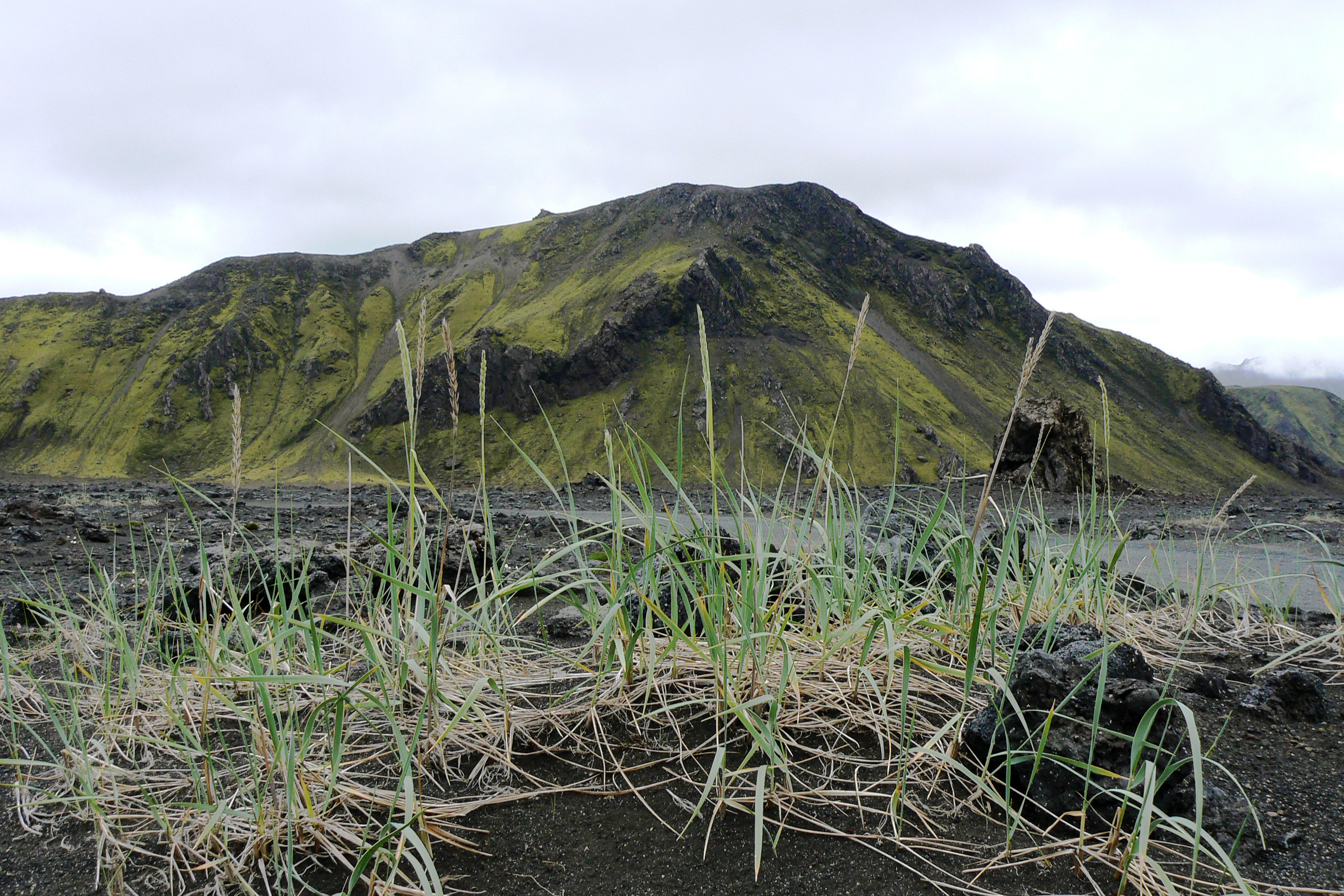
Élyme des sables.

Sur des littoraux sableux et dunaires fortement exposés au vent, et en Islande  pour des dunes de sable volcanique érodé, l'Élyme des sables a été efficacement utilisé (en plantation, et à grande échelle) pour fixer ou restaurer des massifs dunaires. Pour cela on a dû étudier les conditions de germination (température, lumière, salinité, substrat...) et tester des moyens de lever la dormance des semences de populations sauvages, par exemple au moyen d'acide gibbérellique (GA3: 500 mg/L) ainsi que les meilleurs moyens de faciliter la pousse des plantules (graines décortiquées ou non... dans différents types de substrats). Beaucoup de graines ont besoin d'être exposées à la lumière pour germer, ce n'est pas le cas de cette plante, qui a au contraire besoin d'être dans le noir, ce qui est probablement une réponse sélective aux habitats particuliers qu'elle occupe. Les graines décortiquées ont beaucoup mieux germé. Un taux de sel trop élevé maintient la dormance, mais ne tue pas la graine qui peut germer par quand les conditions seront meilleures.
L'accumulation de sable peut atteindre en Islande 50 cm de hauteur ou plus en 3 mois, en été près des estuaires des rivières glaciaires sur la côte sud, ce qui peut aussi menacer la survie et la croissance de L. arenarius naturellement présent ou réimplanté. Les jeunes plantules ont un grand potentiel d'étiolement pour leur partie végétative non exposée au soleil, leur permettant dans une certaine mesure d'émerger du sable (même d'une quinzaine de cm d'épaisseur de sable) après la germination et de suivre l'élévation du sable. Selon l'origine des populations, côtières ou intérieures, la plante est plus ou moins résistante au sel.

## Protection
En France, Leymus arenarius est protégée au niveau national, et inscrite sur la liste des espèces végétales protégées sur l'ensemble du territoire français métropolitain.